# Mitocu Dragomirnei (gmina)
Mitocu Dragomirnei – gmina w Rumunii, w okręgu Suczawa. Obejmuje miejscowości Dragomirna, Lipoveni, Mitocași i Mitocu Dragomirnei. W 2011 roku liczyła 4438 mieszkańców.